# Artemide
Artemide est une entreprise italienne, spécialisée dans la fabrication de luminaires.
Elle a été créée en 1959 par Ernesto Gismondi et Sergio Mazza. Basée à Pregnana Milanese près de Milan, elle a des usines de production en Italie, en France, en Allemagne, en Amérique du Nord et en Hongrie.
Ses créations lui ont valu le Compas d'or à plusieurs reprises et l'European Design Prize en 1997. Certaines de ses lampes sont exposées dans les grands musées mondiaux,. Parmi les designers et architectes ayant travaillé pour elle, il est possible de citer Vico Magistretti, Richard Sapper, Michele De Lucchi, Mario Botta, Antonio Citterio, Ettore Sottsass, Zaha Hadid ou Herzog & de Meuron.

## Les produits Artemide
Parmi les nombreuses créations d'Artemide dans le domaine de l'éclairage :
- Lampe Nesso (1965), Giancarlo Mattioli[6]
- Lampe Eclisse (1967), Vico Magistretti[7]
- Lampe Tizio (1972), Richard Sapper[8]
- Lampe Tolomeo (1987), Michele de Lucchi[9]
- Suspension Talo (2001), Neil Poulton
- Suspension Pipe (2002), Herzog & de Meuron[10]
- Lampe One Line Tavolo (2005), Ora-ïto (Red Dot Design Award)

Artemide a par ailleurs produit quelques meubles en plastique au cours des années 1960-1970 dont :
- La chaise Selene (1969), Vico Magistretti[11], aujourd'hui fabriquée par Heller design
- Le porte-parapluie Dedalo, Emma Schweinberger Gismondi[12]

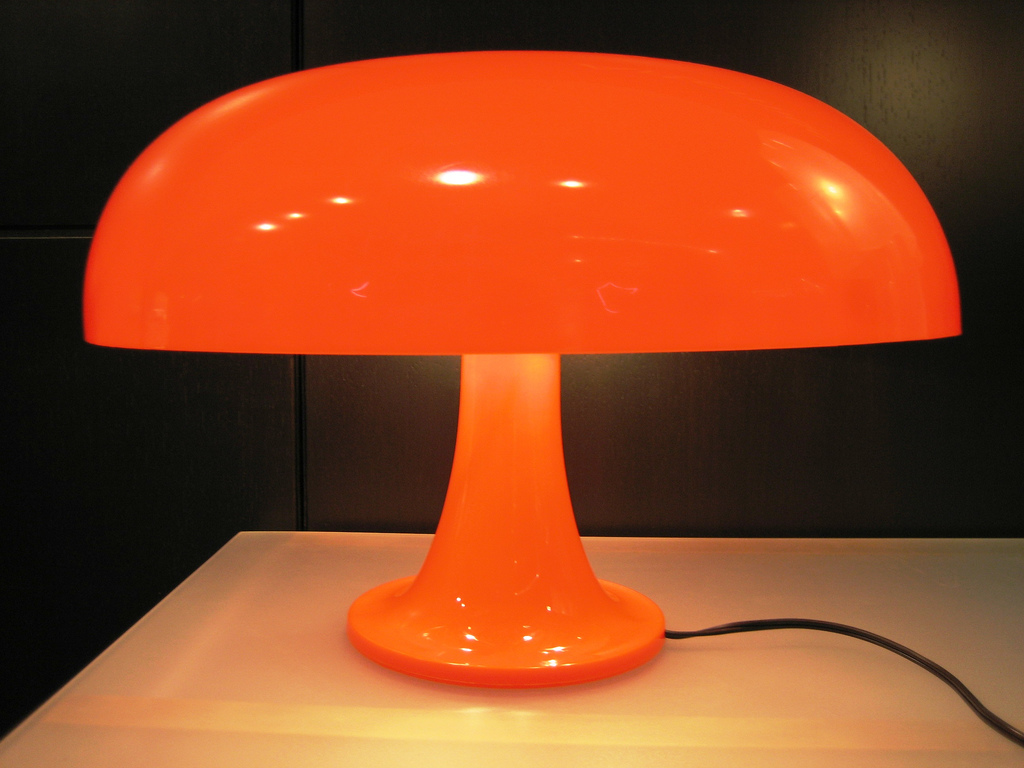
Lampe Nesso de Giancarlo Mattioli